# Claus Rollinger
Claus Rollinger (1950) è un informatico tedesco, ex presidente dell'Università di Osnabrück.

## Biografia
Dal 1972 al 1977 studiò informatica e matematica all'Università Karlsruhe e all'Università Tecnica di Berlino. Dal 1978 al 1985 partecipò a diversi progetti di ricerca nella linguistica computazionale e intelligenza artificiale presso quest'ultimo ateneo. Dopo aver conseguito il dottorato nel 1984 presso il Dipartimento di Informatica dell'Università Tecnica di Berlino, dal 1985 al 1988 fu project manager del Dipartimento Linguistica e Metodi Logici (LILOG) dell'IBM tedesca. Dal 1988 al 1990 fu a capo del Dipartimento dell'Istituto per i sistemi basati sulla conoscenza presso il Centro scientifico di IBM Deutschland GmbH. Dal 1990 al 2013 insegnò Intelligenza Artificiale e Linguistica Computazionale presso l'Università di Osnabrück, di cui fu anche presidente dal 2004 al 2013.
Dal 1° gennaio 2013 è membro del consiglio di amministrazione della Fondazione Sievert per la scienza e la cultura.